# Лотоцкая, Наталия Васильевна
Наталия Васильевна Лотоцкая (1938—2007) — советская актриса театра и кино. Народная артистка Украины (1993).

## Биография
Родилась 20 сентября 1938 года в пгт Большевцы (ныне Ивано-Франковская область, Украина). Отец — Лотоцкий Василий Иванович, врач. Мать — Лотоцкая Екатерина Петровна.
В 1959 году окончила филологический факультет (немецкий язык) ЛГУ имени И. Я. Франко.
В 1961 году окончила Учебно-театральную студию при ЛГАДТ имени М. К. Заньковецкой.
1961—1963 — артистка ЛГАДТ имени М. К. Заньковецкой.
С 1963 года — актриса КУГАДТ имени И. Я. Франко.
Ведущая радиопередачи «От субботы до субботы», записи на радио по произведениям А. Кобылянской, А. Пчилки, Леси Украинки, Кравченко, К. Гриневичевной, Л. Костенко, И. Жиленко, Н. Коцюбинского, И. Франко, А. Маковея, И. Нечуя-Левицкого.
Фильмы «Буйная» — роль матери (реж. В. Василенко), сериал «Царевна» — роль тети Павлины (реж. А. Туряница), «Мина Мазайло» — роль Мазайлихи (реж. С. Проскурня).
Умерла 21 декабря 2007 года. Похоронена в Киеве на Байковом кладбище.

## Награды и премии
- заслуженная артистка УССР (1977)
- народная артистка Украины (1993)
- Государственная премия Украины имени Тараса Шевченко (1993) — за исполнение роли в спектакле «Тевье-Тевель» по Шолом-Алейхему, поставленный на сцене КУАДТ имени И. Я. Франко

## Память
В сентябре 2013 года в пгт Большевцы по инициативе Национального заповедника «Давний Галич» была открыта мемориальная доска актрисе.